# ويل دافيسون
ويل دافيسون (بالإنجليزية: Will Davison)‏ هو سائق سباق أسترالي، ولد في 30 أغسطس 1982 في ملبورن في أستراليا.

## روابط خارجية
- ويل دافيسون على موقع DriverDB.com (الإنجليزية)